# 얌! 브랜즈
얌! 브랜즈(Yum! Brands. Inc.)는 전 세계에 여러 종류의 패스트 푸드 점포를 운영하고 있는 미국의 글로벌 기업이다. “YUM!”이란 영어로 “맛있다!”라는 뜻이다. 이전에는 트라이콘(Tricon)으로 불렀다. 펩시콜라의 모기업인 펩시코에서 분사하였다.
얌! 브랜즈는 KFC, 더 해빗 버거(The Habit Burger), 피자헛, 타코벨이라는 패스트 푸드점을 운영하고 있으며, 대한민국에는 더 해빗 버거를 제외한 브랜드가 들어와 영업 중이다. 그러나 샤오훼이양은 과거 존속된 법인이었지만, 2012년부터 2016년까지 유지된 것으로 드러나고 있다.
켄터키주 루이빌에 기반을 둔 시스템 단위 부문에서 세계 최대의 패스트푸드 식당 기업들 가운데 하나이다. 전 세계 135개국에 진출하였으며 43,617개 식당을 운영하고 있고 그 중 2,859곳이 회사 소유이고, 40,758곳이 프랜차이즈이다.